# Coenonympha neolyllus
Coenonympha neolyllus är en fjärilsart som beskrevs av De Latin 1950. Coenonympha neolyllus ingår i släktet Coenonympha och familjen praktfjärilar. Inga underarter finns listade i Catalogue of Life.